# Nicola Tessari
Nicola Tessari (Asiago, 10 novembre 1987) è un allenatore di hockey su ghiaccio ed ex hockeista su ghiaccio italiano, di ruolo attaccante.

## Carriera
È figlio del direttore sportivo, nonché dirigente, della società.
Nicola Tessari crebbe nel settore giovanile dell'HC Asiago, prima di esordire in Serie A nel corso del campionato 2006-2007, collezionando 16 presenze. La stagione 2008-2009 si rivelò la più produttiva, con nove punti ottenuti in 41 partite disputate; tale rendimento gli garantì il prolungamento del contratto per un anno. Nel 2010 arrivarono il primo scudetto ed un ulteriore rinnovo. Nel 2011 con l'Asiago riuscì a conquistare il secondo scudetto consecutivo, ripetendosi ancora una volta nel 2013 e nel 2015.
Si è ritirato al termine della stagione 2015-2016, per divenire assistente allenatore dello stesso Asiago Hockey.

## Palmarès

### Club
- Campionato italiano: 4

Asiago: 2009-2010, 2010-2011, 2012-2013 e 2014-2015
- Supercoppa italiana: 2

Asiago: 2013, 2015